# Alejandro Gil
Alejandro Miguel Gil Fernández (* 6. Februar 1964 in Provinz Villa Clara) ist ein kubanischer Politiker. Zuletzt war er Minister für Wirtschaft und Planung sowie Vizepräsident des Ministerrates Kubas und Vizepremierminister.

## Leben
Alejandro Gil studierte am Instituto Superior Politécnico José Antonio Echeverría in Havanna Transportwesen. Danach war er als operativer Leiter am Hafen von Havanna tätig. Später wechselte er in das Finanzministerium, wo er Vizeminister war. Im Juli 2018 wurde er zum Wirtschaftsminister und Vizepräsident des Ministerrates ernannt. 2019 erfolgte die Ernennung zum Vize-Premier. Er wurde von dem als Nachfolger von Raúl Castro neu ins Amt gekommenen Präsidenten Miguel Díaz-Canel eingesetzt. Beide stammen aus der Provinz Villa Clara. 2021 promovierte Gil an der Universität von Pinar del Río zum Doktor der Wirtschaftswissenschaften. Einer seiner Doktorväter war Präsident Díaz-Canel.
Als Wirtschaftsminister war Gil öffentliches Gesicht für unpopuläre und gescheiterte Maßnahmen, unter anderem für die 2021 durchgeführte Währungsreform verantwortlich, wo der Peso Convertible durch eine virtuelle Währung namens Moneda Libremente Convertible (MLC) ersetzt wurde. Im Nachgang erlebte Kuba eine schwere Wirtschaftskrise mit hoher Inflation und allgemeiner Versorgungsunsicherheit bezüglich Lebensmitteln, Medikamenten, Treibstoff und Strom, welche bis heute anhält. Seine inzwischen im spanischen Exil lebende Schwester María Victoria Gil, eine ehemalige Moderatorin im  kubanischen Fernsehen, bezeichnete ihren Bruder als den meistgehassten Mann Kubas, wegen der dauernd schlechten Nachrichten, die er zu verkünden hatte.
Im Februar 2024 wurde Gil im Zuge einer größeren Kabinettsumbildung von seinen Ämtern enthoben. Sein Nachfolger im Wirtschaftsministerium wurde der bisherige Staatsbankchef. Im März 2024 gab die kubanische Regierung eine offizielle Anklage wegen „schwerer Fehler“ bekannt. Zwar wurden in der Erklärung keine Details zum Grund der Anklage genannt, jedoch wurde erklärt, dass die kubanische Regierung niemals Korruption zulassen werde. Mit Bekanntwerden der Vorwürfe trat Gil, die Vorwürfe offiziell anerkennend, auch von seinem Posten im Zentralkomitee der Kommunistischen Partei zurück und legte sein Abgeordnetenmandat im kubanischen Parlament nieder. Offenbar werden nicht autorisierte Geschäfte Gils mit der Firma AgroIndustrial Media Luna, einer staatlich-privaten Partnerschaft in der Lebensmittelproduktion und -distribution, in der Provinz Ciego de Ávila untersucht, deren Chef, Fernando Javier Albán, am gleichen Tag festgenommen wurde.
Alejandro Gil hat zwei Kinder. Beide sind an zentralen Stellen im Außenhandelsministerium tätig.